# جامعة هريهوري سكوفورودا في بيرياسلاف
جامعة هريهوري سكوفورودا في بيرياسلاف مؤسسة تعليم عالي أوكرانية، (بالأوكرانية: Університет Григорія Сковороди в Переяславі) هي جامعة تقع في كييف عاصمة أوكرانيا. تأسست هذه الجامعة في سنة 1986